# 69 Love Songs
Albums de The Magnetic Fields
'Get Lost (en)'
(1995) i
(2004)
69 Love Songs est un triple album concept de The Magnetic Fields, sorti en 1999.

## L'album
Influencé aussi bien par Abba, Tom Waits ou Kraftwerk, il est classé par Rolling Stone à la 465e place des 500 plus grands albums de tous les temps. Il fait également partie des 1001 albums qu'il faut avoir écoutés dans sa vie. 

### Titres
Tous les titres sont de Stephin Merritt, sauf mentions. 

#### Volume 1
1. Absolutely Cuckoo (1:34)
2. I Don't Believe in the Sun (4:16)
3. All My Little Words (LD Beghtol) (2:46)
4. A Chicken with Its Head Cut Off (2:41)
5. Reno Dakota (Claudia Gonson) (1:05)
6. I Don't Want to Get Over You (2:22)
7. Come Back from San Francisco (Shirley Simms) (2:48)
8. The Luckiest Guy on the Lower East Side (Dudley Klute) (3:43)
9. Let's Pretend We're Bunny Rabbits (2:25)
10. The Cactus Where Your Heart Should Be (1:11)
11. I Think I Need a New Heart (2:32)
12. The Book of Love (2:42)
13. Fido, Your Leash Is Too Long (2:33)
14. How Fucking Romantic (Klute) (0:58)
15. The One You Really Love (2:53)
16. Punk Love (0:58)
17. Parades Go By (2:56)
18. Boa Constrictor (Simms) (0:58)
19. A Pretty Girl Is Like... (1:50)
20. My Sentimental Melody (Beghtol) (3:07)
21. Nothing Matters When We're Dancing (2:27)
22. Sweet-Lovin' Man (Gonson) (4:59)
23. The Things We Did and Didn't Do  (2:11)

#### Volume 2
1. Roses (Beghtol) (0:27)
2. Love Is Like Jazz (2:56)
3. When My Boy Walks Down the Street (2:38)
4. Time Enough for Rocking When We're Old (2:03)
5. Very Funny (Klute) (1:26)
6. Grand Canyon (2:28)
7. No One Will Ever Love You (Simms) (3:14)
8. If You Don't Cry (Gonson) (3:06)
9. You're My Only Home (2:17)
10. (Crazy for You But) Not That Crazy (2:18)
11. My Only Friend (2:01)
12. Promises of Eternity (3:46)
13. World Love (3:07)
14. Washington, D.C. (Gonson) (1:53)
15. Long-Forgotten Fairytale (Klute) (3:37)
16. Kiss Me Like You Mean It (Simms) (2:00)
17. Papa Was a Rodeo (Merritt, Simms) (5:01)
18. Epitaph for My Heart (2:50)
19. Asleep and Dreaming (1:53)
20. The Sun Goes Down and the World Goes Dancing (2:46)
21. The Way You Say Good-Night (Beghtol) (2:44)
22. Abigail, Belle of Kilronan (2:00)
23. I Shatter (3:09)

#### Volume 3
1. Underwear (2:49)
2. It's a Crime (Klute) (3:54)
3. Busby Berkeley Dreams (3:36)
4. I'm Sorry I Love You (Simms) (3:06)
5. Acoustic Guitar (Gonson) (2:37)
6. The Death of Ferdinand de Saussure (3:10)
7. Love in the Shadows (2:54)
8. Bitter Tears (Beghtol) (2:51)
9. Wi' Nae Wee Bairn Ye'll Me Beget (1:55)
10. Yeah! Oh, Yeah! (Merritt, Gonson) (2:19)
11. Experimental Music Love (0:29)
12. Meaningless (2:08)
13. Love Is Like a Bottle of Gin (1:46)
14. Queen of the Savages (2:12)
15. Blue You (Klute) (3:03)
16. I Can't Touch You Anymore (3:05)
17. Two Kinds of People (1:10)
18. How to Say Goodbye (2:48)
19. The Night You Can't Remember (2:17)
20. For We Are the King of the Boudoir (Beghtol) (1:14)
21. Strange Eyes (Simms) (2:01)
22. Xylophone Track (2:47)
23. Zebra (Gonson) (2:15)

### Musiciens
- Stephin Merritt : voix, vocoder, ukuleles, guitares acoustiques et électriques, basse, mandoline, autoharpe, marxophone, ukelin (en), tremoloa (en), violin-uke (en), sitar, cithare, violon, scie musicale, claviers, synclavier, Moog Satellite (en), piano, harmonium, piano électronique Wurlitzer, orgue, ocarina, tin whistle, synthétiseurs, melodica, xylophone, marimbula, boîtes à rythmes, cymbales, bâton de pluie, maracas, conga, bongos, triangle, cloches, tambourine, planche à laver, steel drum, sagattes, uilleann pipes, valiha, percussions, grelots, cabasa, cencerro, gong
- Sam Davol : violoncelle, flute
- Claudia Gonson : piano, batterie, percussions, voix, guitare, sifflements
- John Woo : banjo, guitares, mandoline, basse
- LD Beghtol : harmonium, voix
- Chris Ewen : thérémine
- Daniel Handler : accordéon, claviers
- Dudley Klute : voix
- Ida Pearle : violon
- Shirley Simms : voix

## Anecdotes
- LD Beghtol a publié le 15 décembre 2006 un livre explicatif sur l'album[2].
- Le titre The Book of Love a été repris par Peter Gabriel, apparait dans l'épisode finale de la série Scrubs ainsi qu'en 2004 dans le film Shall We Dance ? et fut repris aussi par le groupe 2Cellos dans leur album In2ition, traduit en italien sous le titre Il Libro Dell 'Amore.
- Steven Page (en) a enregistré For We Are The King Of The Boudoir pour son album A Singer Must Die en 2010.
- Avec l'autorisation des Magnetic Fields, l'album a été entièrement repris par des musiciens du Minnesota sous le titre Absolutely Cuckoo: Minnesota covers the 69 Love Songs.